# 松旭斎美智
松旭斎 美智（しょうきょくさい みち）は、奇術師。落語協会所属。本名∶伊藤 郁子。

## 経歴
1961年、女流奇術師の松旭斎良子師に入門、内弟子となる。1963年に松旭斎美智の名前で独立。
1967年、二代目松旭斎天勝とブラジルで一年間にわたって巡業。1969年、同門の松旭斎幸子と女流奇術師コンビを結成。1979年、松旭斎美智・幸子のコンビで世界マジック大会に日本代表として出場し、特別賞を受賞。1981年には松旭斎美登を加えたトリオで、再び同大会に出場。
1981年日本奇術協会理事、1987年日本奇術協会副会長に就任。1992年に三代目古今亭志ん朝一門として落語協会に入会する。2008年より松旭斎美登と「松旭斎美智・美登」を結成し活動。

## 芸歴
- 1961年∶松旭斎良子の内弟子として修行。
- 1963年∶松旭斎美智として独立。
- 1969年∶松旭斎幸子とコンビ結成。
- 1981年∶日本奇術協会理事就任。
- 1987年∶日本奇術協会副会長就任。
- 1992年∶落語協会に入会する。
- 2008年∶松旭斎美登と「松旭斎美智・美登」を結成し活動。

## 弟子
- 松旭斎美登